# Simyra
Simyra är ett släkte av fjärilar som beskrevs av Ferdinand Ochsenheimer 1816. Simyra ingår i familjen nattflyn.

## Bildgalleri

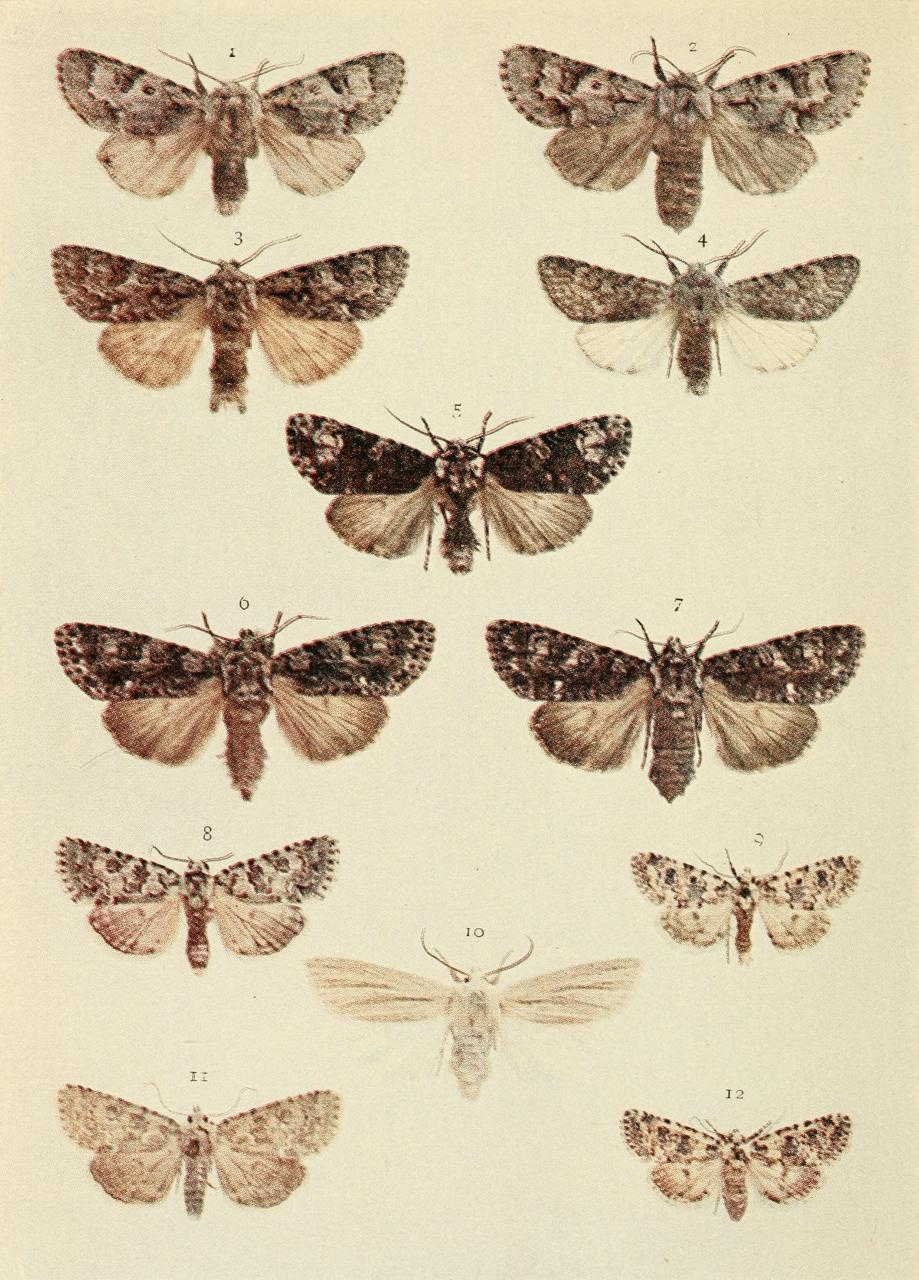
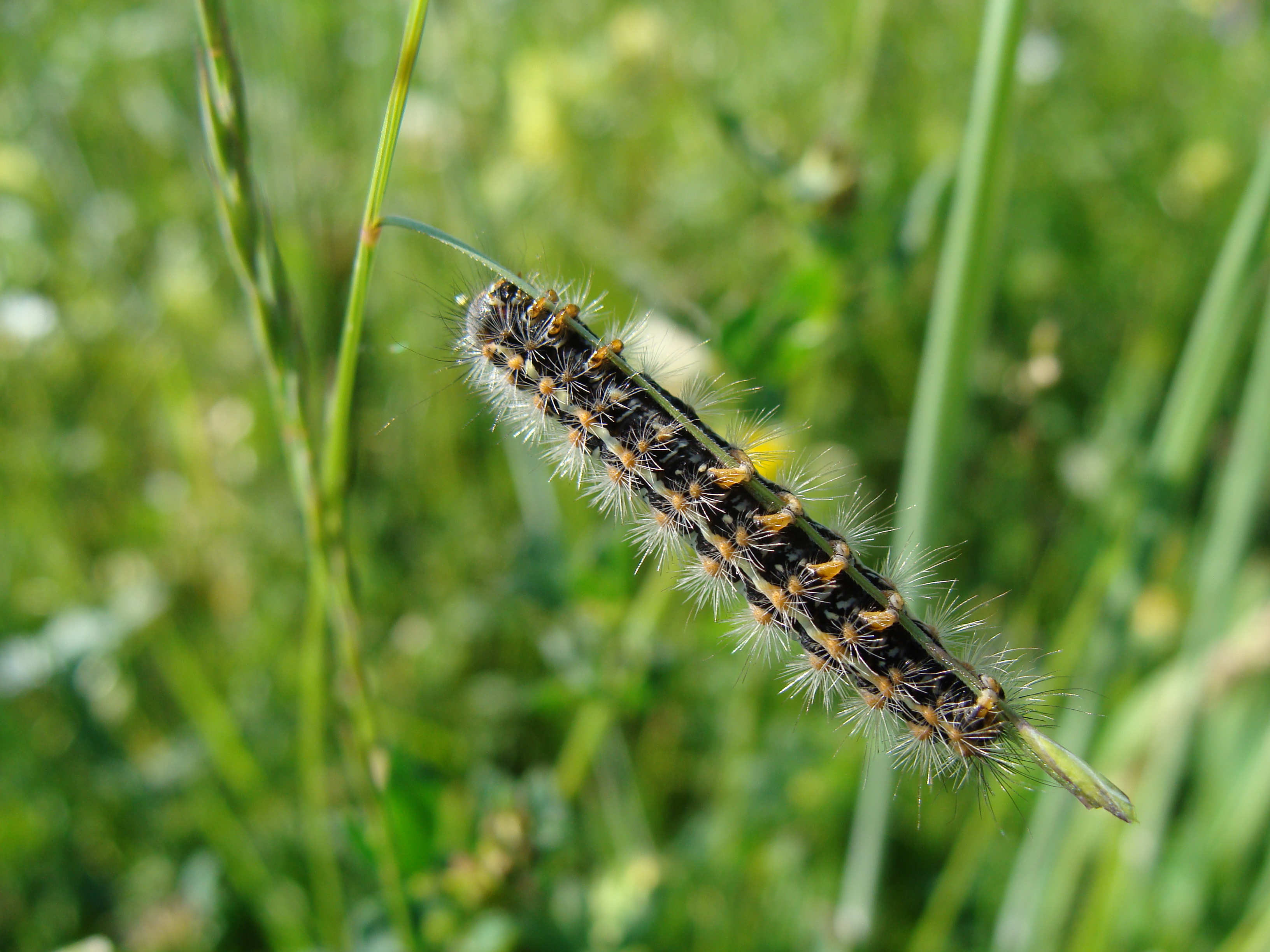
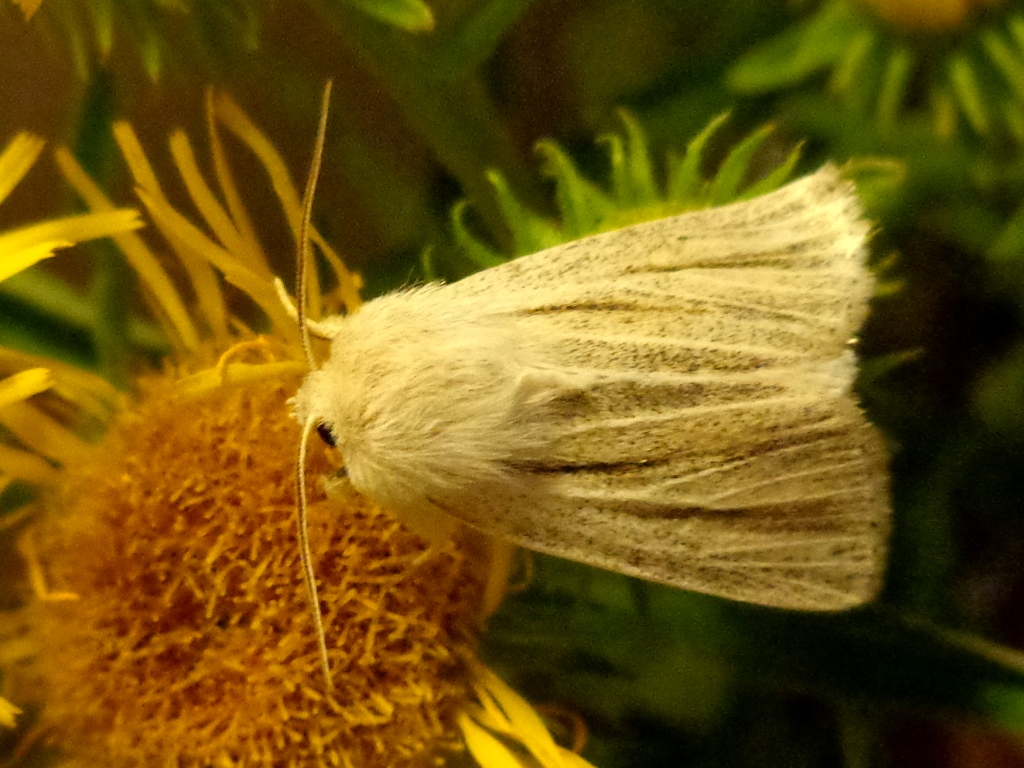
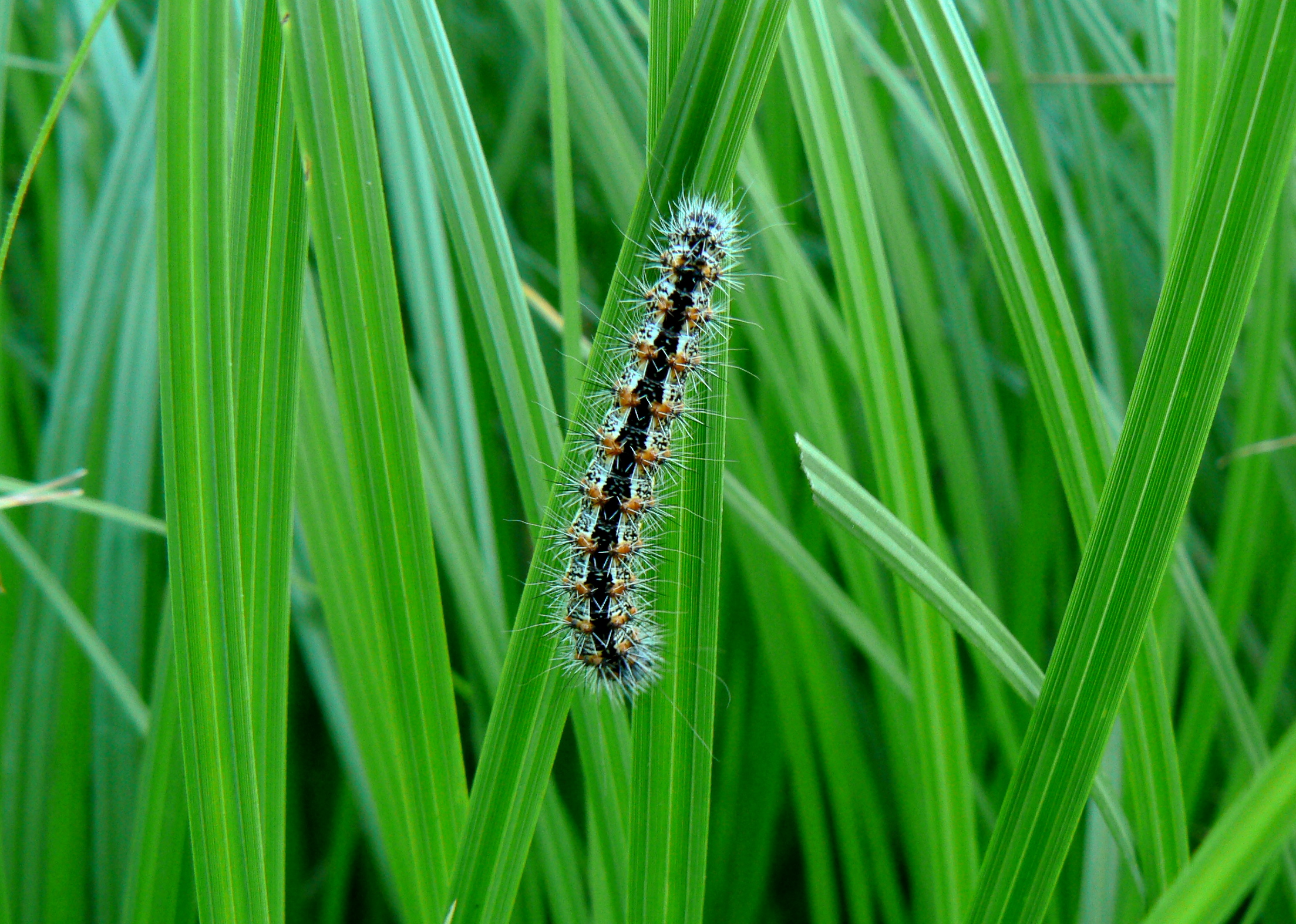
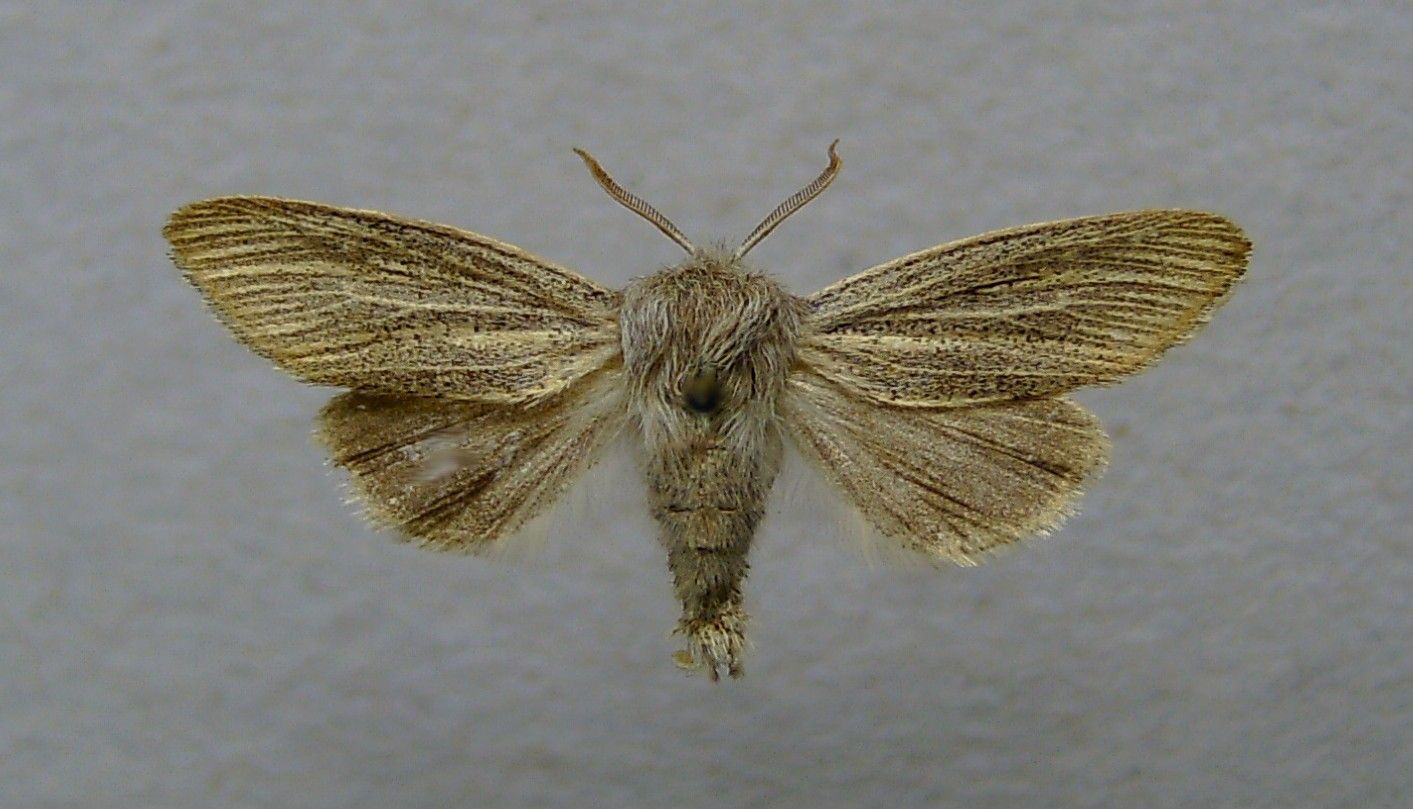
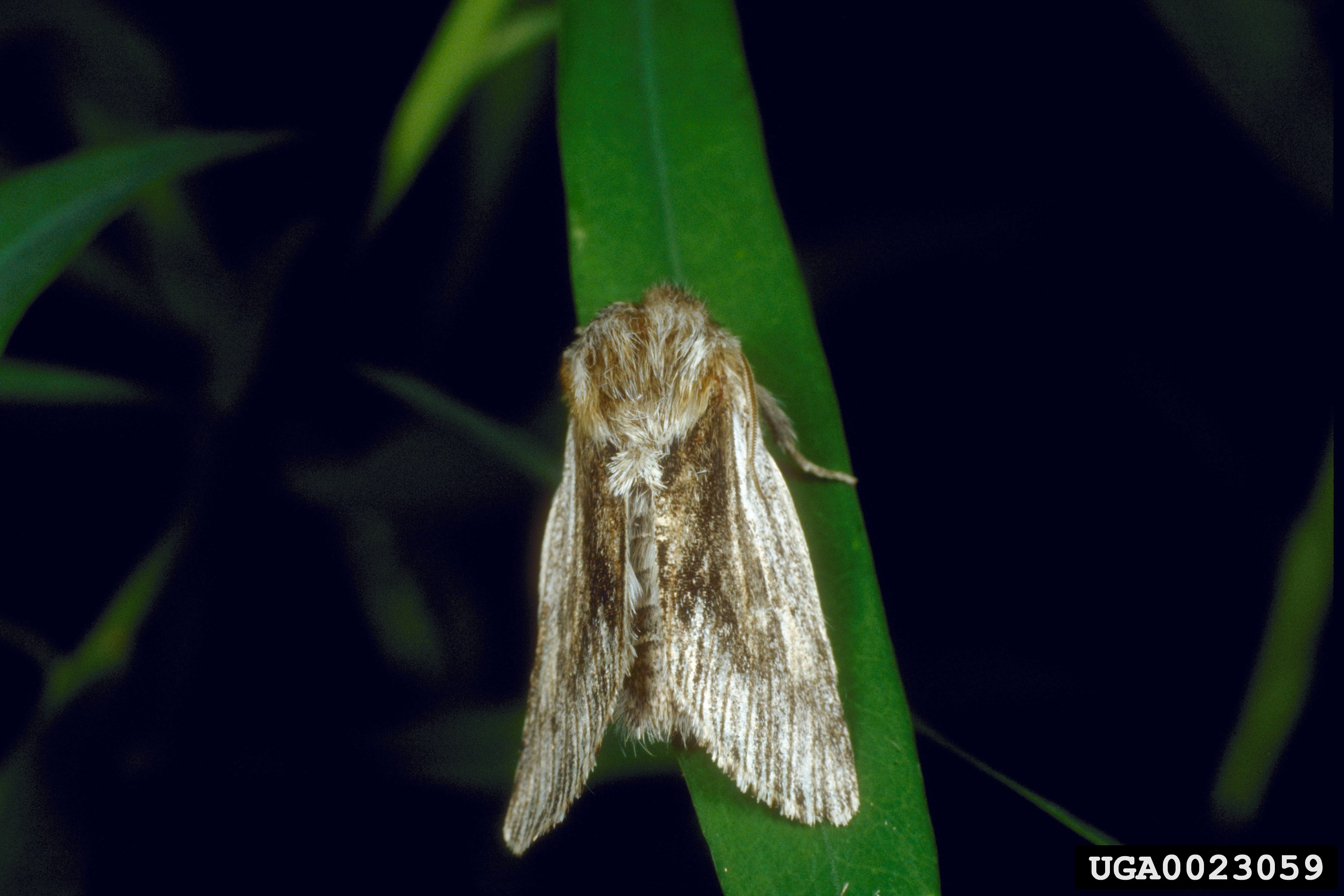

## Dottertaxa tillSimyra, i alfabetisk ordning[1][2]
- Simyra africana
- Simyra albicilia
- Simyra albicosta
- Simyra albida
- Simyra albissima
- Simyra albovenosa
- Simyra argentacea
- Simyra argentea
- Simyra atomima
- Simyra atrata
- Simyra autumna
- Simyra centripuncta
- Simyra confusa
- Simyra conspersa
- Simyra cretacea
- Simyra degener
- Simyra dentinosa
- Simyra destriata
- Simyra evanida
- Simyra expressa
- Simyra fiorii
- Simyra flavida
- Simyra fumosum
- Simyra gemipuncta
- Simyra henrici
- Simyra leucaspis
- Simyra murina
- Simyra neomelaina
- Simyra nervosa
- Simyra niveonitens
- Simyra ochracea
- Simyra oxyptera
- Simyra pallens
- Simyra renimaculata
- Simyra rubrobrunnea
- Simyra saepistriata
- Simyra selenia
- Simyra sincera
- Simyra splendida
- Simyra tanaica
- Simyra tendinosa
- Simyra tjurana
- Simyra torosa
- Simyra tristis
- Simyra unifacta
- Simyra venata
- Simyra venosa